# Paycom Center
De Paycom Center is een indoor-sportstadion gelegen in Oklahoma City in de Verenigde Staten. Vaste bespelers zijn de Oklahoma City Thunder. De naam van de Arena was Ford Center van 2002 tot 2010, Oklahoma City Arena tot 2011, en de tien jaar daarna de Chesapeake Energy Arena.